# Associazione Calcio Montichiari 2004-2005
Questa voce raccoglie le informazioni riguardanti  l'Associazione Calcio Montichiari nelle competizioni ufficiali della stagione 2004-2005.

## Stagione
Nella stagione 2004-2005 il Montichiari disputa il girone A del campionato di Serie C2, raccoglie 43 punti con il decimo posto finale. Allenato da Stefano Bonometti ottiene 23 punti nel girone di andata e 20 nel girone di ritorno, chiudendo il torneo con cinque punti sopra la zona Play-out. Nella Coppa Italia di Serie C la squadra rossoblù disputa il girone C di qualificazione, che ha promosso la Cremonese ed il Pavia, raccogliendo sette punti.

## Rosa
| N. |                   | Ruolo | Calciatore           |
| -- | ----------------- | ----- | -------------------- |
|    | Italia (bandiera) | A     | Alessandro Belleri   |
|    | Italia (bandiera) | D     | Alberto Bendoricchio |
|    | Italia (bandiera) | D     | Davide Bersi         |
|    | Italia (bandiera) | C     | Lorenzo Bignotti     |
|    | Italia (bandiera) | D     | Fabio Calandrelli    |
|    | Italia (bandiera) | D     | Davide Caurla        |
|    | Italia (bandiera) | A     | Roberto Chiaria      |
|    | Italia (bandiera) | P     | Dario Cigolini       |
|    | Italia (bandiera) | A     | Michele Cossato      |
|    | Italia (bandiera) | C     | Paolo Facchinetti    |
|    | Italia (bandiera) | D     | Marco Filippini      |
|    | Italia (bandiera) | C     | Marcello Fiorentini  |
|    | Italia (bandiera) | C     | Stefano Fusari       |
|    | Italia (bandiera) | A     | Matteo Galassi       |

| N. |                    | Ruolo | Calciatore         |
| -- | ------------------ | ----- | ------------------ |
|    | Italia (bandiera)  | D     | Matteo Giordano    |
|    | Italia (bandiera)  | C     | Giordano Ligarotti |
|    | Italia (bandiera)  | C     | Massimo Lombardini |
|    | Italia (bandiera)  | A     | Pierpaolo Masi     |
|    | Italia (bandiera)  | A     | Alberto Nichesola  |
|    | Italia (bandiera)  | D     | Filippo Pedretti   |
|    | Romania (bandiera) | A     | Sebastian Petrașcu |
|    | Italia (bandiera)  | C     | Alberto Quadri     |
|    | Italia (bandiera)  | C     | Andrea Quaresimini |
|    | Italia (bandiera)  | D     | Vincenzo Ramundo   |
|    | Italia (bandiera)  | P     | Mauro Rosin        |
|    | Italia (bandiera)  | D     | Edoardo Soloni     |
|    | Italia (bandiera)  | D     | Diego Tognassi     |
|    | Italia (bandiera)  | C     | Stefano Valente    |